# 倪利克县
倪利克县，中国旧县名。
1953年改巩哈县置，治所在今新疆维吾尔自治区尼勒克县尼勒克镇。1954年改名尼勒克县。 